# بلیندا امت
بلیندا اِمِت (انگلیسی: Belinda Emmett; ۱۲ آوریل ۱۹۷۴ – ۱۱ نوامبر ۲۰۰۶) بازیگر، خواننده اهل استرالیا بود. وی بین سال‌های ۱۹۹۴ تا ۲۰۰۶ میلادی فعالیت می‌کرد.
از فیلم‌ها یا مجموعه‌های تلویزیونی که وی در آن‌ها نقش داشته است، می‌توان به خانه و دوری اشاره نمود.
وی بر اثر ابتلا به سرطان پستان درگذشت.